# موتور گل‌محمد (خاش)
موتور گل‌محمد یک منطقهٔ مسکونی در ایران است که در دهستان گوهرکوه واقع شده‌است.